# Музичні казки
«Музичні казки» — анімаційний фільм 1976 року Творчого об'єднання художньої мультиплікації студії Київнаукфільм, режисер — Цезар Оршанський.

## Сюжет
Екранізація дитячих віршів російського поета Генріха Сапгіра: "Про жирафа", "Крокодил та півень" і "Про розбійників" ("Урок").

## Над мультфільмом працювали
- Режисер: Цезар Оршанський
- Автор сценарію:
- Композитор:
- Художник-постановник: Галина Бабенко
- Оператор:
- Звукорежисер: Ізраїль Мойжес